# 長尾蚜
長尾蚜（学名：Longicaudinus corydalisicola）为大蚜科長痣大蚜屬下的一个种。